# Galeottiella
Galeottiella je maleni rod trajnica smješten u vlastiti podtribis Galeottiellinae, dio tribusa Cranichideae. Vrste roda Galeottiella su kaćunovke iz visokih planina Meksika i susjedne Gvatemale.

## Vrste
1. Galeottiella orchioides (Lindl.) R.González ex Rutk., Mytnik & Szlach.
2. Galeottiella sarcoglossa (A.Rich. & Galeotti) Schltr.